# Tavnik
Tavnik (izvirno srbsko Тавник) je naselje v Srbiji, ki upravno spada pod Občino Kraljevo; slednja pa je del Raškega upravnega okraja.

## Demografija
V naselju, katerega izvirno (srbsko-cirilično) ime je Тавник, živi 1050 polnoletnih prebivalcev, pri čemer je njihova povprečna starost 44,2 let (42,9 pri moških in 45,5 pri ženskah). Naselje ima 376 gospodinjstev, pri čemer je povprečno število članov na gospodinjstvo 3,38.
To naselje je, glede na rezultate popisa iz leta 2002, večinoma srbsko, a v času zadnjih treh popisov je opazno zmanjšanje števila prebivalcev.
|  |

| Demografija | Demografija     | Demografija     |
| Leto        | Št. prebivalcev | Št. prebivalcev |
| ----------- | --------------- | --------------- |
|             |                 |                 |
|             |                 |                 |
|             |                 |                 |
|             |                 |                 |
| 1948        | 1666            |                 |
| 1953        | 1697            |                 |
| 1961        | 1731            |                 |
| 1971        | 1637            |                 |
| 1981        | 1552            |                 |
| 1991        | 1394            | 1385            |
| 2002        | 1340            | 1271            |
|             |                 |                 |

| Etnična sestava po popisu iz leta 2002 | Etnična sestava po popisu iz leta 2002 | Etnična sestava po popisu iz leta 2002 | Etnična sestava po popisu iz leta 2002 | Etnična sestava po popisu iz leta 2002 |
| -------------------------------------- | -------------------------------------- | -------------------------------------- | -------------------------------------- | -------------------------------------- |
| Srbi                                   | Srbi                                   |                                        | 1.269                                  | 99,84%                                 |
| Neznano                                | Neznano                                |                                        | 2                                      | 0,15%                                  |